# Trichomycterus tupinamba
Trichomycterus tupinamba är en fiskart som beskrevs av Wolmar B. Wosiacki och Oyakawa 2005. Trichomycterus tupinamba ingår i släktet Trichomycterus och familjen Trichomycteridae. Inga underarter finns listade i Catalogue of Life.